# Schloss Flischbach
Das 1953 abgegangene Schloss Flischbach befand sich in dem gleichnamigen Ortsteil Flischbach der Oberpfälzer Gemeinde Schönthal im Landkreis Cham. Die archäologischen Befunde aus Mittelalter und früher Neuzeit im Schlossbereich gelten als Bodendenkmal.

## Geschichte
Die Geschichte des Dorfes Flischbach dürfte in das 10. oder 11. Jahrhundert zurückgehen; eine Ministerialenfamilie derer von Flischbach ist für 1112 erstmals urkundlich bezeugt, starb aber wohl im 14. Jahrhundert aus. Der Ort wechselte als Hofmark in den folgenden Jahrhunderten mehrfach die Besitzer; so scheint im frühen 14. Jahrhundert zunächst ein Teil der Besitzungen des Geschlechts an die Eyttenharter gelangt zu sein. Über die Gestalt des Dorfes in dieser Zeit und den eventuellen dort befindlichen Herrensitz sind keine Informationen bekannt.
Im 17. Jahrhundert wurde die Grundherrschaft Flischbach wiederum für einige Zeit in Ober- und Unterflischbach geteilt. 1693 erfolgte die Wiedervereinigung; im folgenden Jahrhundert scheint das Schloss in seiner mehr oder minder endgültigen Gestalt errichtet worden sein. Die letzten adeligen Besitzer waren entweder eine Familie von Scheller oder ein Baron von Glingensperg. Anschließend wurde die Siedlung in einzelne Bauernhöfe aufgeteilt, womit auch das Schloss in bäuerlichen Besitz kam. Letzter Eigentümer war die Familie Zwicknagle, welche das Bauwerk 1953 abbrechen ließ.

## Lage und Architektur
Das Schloss stand auf einem kleinen nach Nordosten abfallenden Hang des am Flischbach gelegenen Dorfes. Es war ein einfacher zweigeschossiger Rechteckbau mit einem Mansarddach und einem kuppelbekrönten Dachreiter. Das Gebäude war von einer dreieckigen Mauer umgeben, welche auch die Nebengebäude mit einschloss. In dieser Form dürfte das Schloss im 18. Jahrhundert entstanden sein.
Erhalten ist heute nur noch ein Gewölbekeller, der in das heutige Anwesen auf dem Grundstück integriert ist.